# کاویدا
کاویدا (به لاتین: Kawida) یک منطقهٔ مسکونی در افغانستان است که در ولسوالی درواز بالا واقع شده‌است.